# 檮原町
檮原町（日语：／ Yusuhara chō）是位於日本高知縣西北部的町，隸屬於高岡郡。檮原町地處四國山地的西端，境內約91%的面積被森林覆蓋，日本三大喀斯特地形之一的四國喀斯特台地即位於此地，檮原川則往南流經城鎮中心。當地有許多由隈研吾設計的建築。

## 氣候
根據統計，2005年至2014年檮原町的年均溫為13.3度，年降水量則為2657毫米。夏季常遭颱風侵襲且多豪雨，冬季則會下雪。

## 人口
| 檮原町人口分布圖 |                                               |  |
| 檮原町與日本全國年齡別人口分布比較圖 （2005年資料） | 檮原町的年齡、男女別人口分布圖 （2005年資料） |  |
| ■紫色是檮原町 ■綠色是全国 | ■藍色是男性 ■紅色是女性                       |  |
| 檮原町人口變化 \| 1970年 \| 7,011人 \| \| \| 1975年 \| 6,170人 \| \| \| 1980年 \| 5,750人 \| \| \| 1985年 \| 5,407人 \| \| \| 1990年 \| 5,020人 \| \| \| 1995年 \| 4,998人 \| \| \| 2000年 \| 4,860人 \| \| \| 2005年 \| 4,625人 \| \| \| 2010年 \| 3,984人 \| \| \| 2015年 \| 3,608人 \| \| \| 2020年 \| 3,307人 \| \| |                                               |  |
| 資料來源：日本總務省統計中心提供之人口普查數據 |                                               |  |
| 1970年 | 7,011人                                       |  |
| 1975年 | 6,170人                                       |  |
| 1980年 | 5,750人                                       |  |
| 1985年 | 5,407人                                       |  |
| 1990年 | 5,020人                                       |  |
| 1995年 | 4,998人                                       |  |
| 2000年 | 4,860人                                       |  |
| 2005年 | 4,625人                                       |  |
| 2010年 | 3,984人                                       |  |
| 2015年 | 3,608人                                       |  |
| 2020年 | 3,307人                                       |  |

## 歷史
過去在令制國時代屬於土佐國高岡郡，延喜13年(913年)，津野經高在檮原建造津野莊園，此後津野氏統治當地長達600多年，檮原也成為津野氏領地的政治和文化中心。17世紀江戶時代後，當地成為山內氏土佐藩的領地，與檮原六村和東津野三村並稱為「津野山鄉」。江戶時代末期，包括阪本龍馬許多土佐藩脫藩的武士，被認為離開土佐藩時有從境內的山區通過，也因此這裡設有「維新之門」的觀光景點。
19世紀末明治維新實施廢藩置縣後，原屬土佐藩的區域改隸高知縣，1889年日本實施町村制，過去的四萬川村、越知面村、檮原村、初瀨村、中平村及松原村合併為西津野村，西津野村在1912年改名為檮原村，後於1966年升格改制為檮原町。

## 交通
轄區內無鐵路通過，距離最近的火車站為位於須崎市的須崎車站和四萬十町的土佐大正車站。對外交通主要仰賴土佐電交通集團旗下高知高陵交通所經營的客運路線，可以自須崎車站直接接入町內，在町內區域同樣有高知高陵交通開設路線可以連結町內各地。
鄰近機場是高知龍馬機場，開車距離約1小時40分左右，利用大眾運輸工具則約需3小時左右車程。

## 觀光資源
由於過去在江戶時代本地為土佐國與伊予國往來的通道，並設有關所「宮野野關」負責檢查出入土佐的旅人，傳說在江戶時代末期坂本龍馬等許多維新志士在脫離土佐藩時，即是從此地繞過宮野野關而離開土佐，因此在此地的「脫藩之道」以及為紀念此段歷史所設立的「維新之門」都成為本地的觀光景點。
建築師隈研吾1987年受邀參與本地建築檮原座的保存整修規劃後，於1990年代開始陸續在本地設計了雲之上飯店的本館、別館、隈研吾的小博物館，還有檮原町綜合廳舍、雲之上圖書館、町之站「檮原」多棟建築，使得這些建築也都成為現在檮原町的特色景點。

## 教育
町內的義務教育學校在經過多次整併後，目前全町只有被稱為「檮原學園」的檮原町立原小中學校；此外還有一所高等學校－高知縣立檮原高等學校。

## 姊妹、友好城市

### 日本
- 西宮市（兵庫縣）
兩地於1991年締結為友好都市。[19]

## 外部連結
- （日語） 檮原町公所的Instagram帳戶
- （日語） 雲の上の町 ゆすはら （页面存档备份，存于）